# Brad Delson
Bradford Philip „Brad” Delson (ur. 1 grudnia 1977 w Agourze) – amerykański gitarzysta.

## Życiorys
Urodził się w Agourze, w Kalifornii, w hrabstwie Los Angeles w rodzinie żydowskiej jako syn Joyce i Donna Delsona. Ma dwoje rodzeństwa. Jest wyznawcą judaizmu. Uczęszczał do Agoura High School razem z Mikiem Shinodą i Robem Bourdonem. Gitarzysta zespołu Linkin Park na pierwszym albumie, Hybrid Theory. Gra też w większości utworów na basie. Znany jest jako Big Bad Brad, w skrócie BBB, co znaczy po polsku „Wielki, zły Brad”. Mieszka w Los Angeles.
16 września 2003 ożenił się z Elisą Boren, z którą ma troje dzieci.
Jego pierwszym zespołem był „Pricks” w roku 1994.
Delson gra na: gitary Ibanez, gitary PRS, wzmacniacze i kolumny Mesa Boogie, struny D’Addario (10XL), efekty Boss, kable D’Addario, kostki Dunlop (.83), systemy bezprzewodowe Shure.